# Суперкубок Ісландії з футболу 1989
Суперкубок Ісландії з футболу 1989 — 21-й розіграш турніру. Матч відбувся 16 травня 1989 року між чемпіоном Ісландії клубом Фрам та володарем кубка Ісландії клубом Валюр.
| Володар Суперкубка Ісландії 1989 |
| -------------------------------- |
|                                  |
| Фрам Шостий титул                |

## Матч

### Деталі
| 16 травня 1989 |

| Фрам                 | 3:1      | Валюр                 |
| -------------------- | -------- | --------------------- |
| Г.Стейнссон Торфасон | Протокол | Едвальдссон .' (пен.) |

| Лаугардалсволлур, Рейк'явік |